# Siegle + Epple

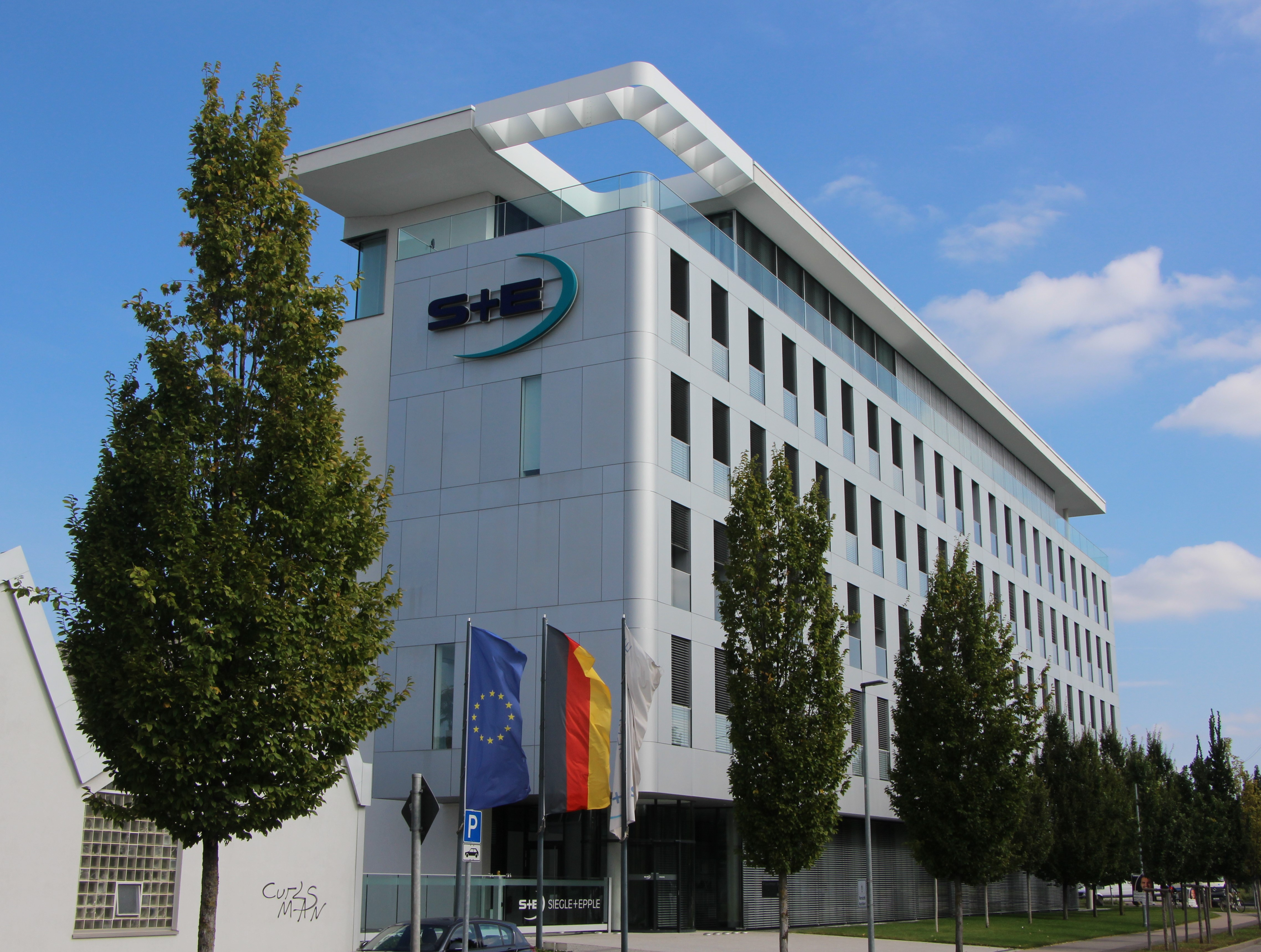
Siegle + Epple: Zentrale in
Stuttgart-Weilimdorf, 2021

Die Siegle + Epple GmbH & Co. KG, Eigenschreibweise SIEGLE + EPPLE, ist ein Familienunternehmen, das in der Luft- und Klimatechnik tätig ist. Die Zentrale ist in Stuttgart. 1922 wurde es von dem Flaschnermeister Wilhelm Siegle und dem Schlossermeister Friedrich Epple in Stuttgart-Feuerbach gegründet. Inzwischen bestehen neben den Standorten im Raum Stuttgart acht Niederlassungen in Deutschland und vier Auslandsgesellschaften.
In den Anfangsjahren wurden mit fünf Beschäftigten Ventilatoren und Lufterhitzer entwickelt. Im Jahr 1930 entstand ein größeres Werk. 1937 wurde Friedrich Epple alleiniger Inhaber. Von 1953 an entstanden weitere Produktionshallen. 1957 übernahm Richard Baur die Geschäftsführung, und man begann mit dem Anlagenbau. Seit 1972 besteht eine eigene Fertigung in Heimerdingen. Etwa bis 1980 hatte Siegle + Epple ausschließlich Kunden aus der Automobilindustrie.
Im Jahr 2002 waren alle Produktionskapazitäten nach Heimerdingen verlegt. 2010 wurde ein neues Ingenieurgebäude bezogen, im Jahr 2015 entstand ein Innovationszentrum in Ditzingen.
Zu den Produkten gehören auch Filter Fan Units (FFU) für Reinräume.